# Liceul din Tășnad
Grupul Școlar Industrial Tășnad este un liceu din Tășnad înființat în 1958.

## Denumiri în trecut
În timp, în funcție de profile, dar și de siuația social - politică, instituția școlară a purtat diferite denumiri: 
- ȘCOALA MEDIE (de la înființare până în anul școlar 1966-1967),
- LICEUL DE CULTURĂ GENERALĂ (până în anul școlar 1974-1975),
- LICEUL REAL- UMANIST (1975-1976),
- LICEUL INDUSTRIAL TĂȘNAD (1976-1989); dupa reforma profundă în învățămantul liceal din Romania din 1976, liceul avea profilurile: mecanic, prelucrarea lemnului și construcții.
- LICEUL TEORETIC; După Revoluție instituția școlară poartă pentru doi ani acest nume, pană în 1992.
- În toamna anului 1992 consiliul de administrație a liceului adoptă titulatura de GRUPUL ȘCOLAR INDUSTRIAL.

## Istorie
Liceul din Tășnad a luat ființă la 1 septembrie 1958. S-a pornit cu două clase (secția romană - secția maghiară) la cursul de zi și trei clase la învățămantul seral. Odată cu înființarea liceului au fost repartizați sau transferați la Tășnad 15 profesori calificați. Inițial, unitatea de învățămant a funcționat cu clasele I- XI (învățămant primar, gimnazial și liceal). Școala avea la început doar șase săli de clase în localul de pe strada N. Bălcescu, nr. 27 (Școala roșie). În 1959 s-a construit o adăugire de încă șase săli de clase din contribuția consiliilor populare comunale din raionul Tășnad. La începutul anului școlar 1962-1963 ciclurile primar și gimnazial se desprind de liceu și se formează două unități de învățămant separate: liceul și școala generală de șapte ani, ulterior de opt ani.
Din anul școlar 1972-1973 liceul funcționează într-o nouă clădire situată pe cea mai înaltă culme a orașului. Clădirea dispune de 12 săli de clase, 3 laboratoare (fizică, chimie, biologie), 2 cabinete de informatică, înființate ulterior, bibliotecă, birouri și alte încăperi necesare activității instructiv-educative. La sfârșitul anului 2004, s-a dat în folosință o sală de sport construită printr-un program guvernamental.

## Internatul
Internatul a funcționat timp de 26 ani, între 1958-1984. La început, elevii erau cazați și serveau masa în diferite locații necorespunzătoare. În 1970 se construiește un internat cu 208 locuri de cazare și o cantină. La începutul anului școlar 1984-1985 internatul se desființează pentru că statul nu mai acordă bursă de școlarizare, iar elevii nu mai au posibilitatea să plătească. De la desființarea internatului, elevii au făcut naveta cu diverse mijloace de transport jurul Tășnadului, iar spațiile clădirii sunt utilizate pentru procesul de învățămant gimnazial, profesional și liceal.

## Reviste școlare
- AZUR. Prima serie a revistei școlare AZUR a apărut în august 1969, fiind coordonată de profesorii GAVRIL ARDELEAN și VIOREL RUS, iar seria a doua a fost inițiată în 1996, având-o în calitate de coordonator pe profesoara CRISTINA ȘOLTUZ. În prezent, revista apare sub coordonarea profesorului dr. IONUȚ POMIAN, începând cu luna martie 2004.
- Tükör. Apare anual în luna mai, cu prilejul Zilelor Liceului (2006, 2007, 2008). Realizatorii sunt elvii liceului, coordonați de prof. Ruff Sofia.